# Glodomiro Sánchez Mejía
Glodomiro Sánchez Mejía (Cerro de Pasco, 27 de abril de 1952) es un ingeniero metalúrgico y político peruano. Fue ministro de Energía y Minas durante el gobierno de Alejandro Toledo y congresista de la república por Pasco en el periodo 2001-2006.

## Biografía
Glodomiro Sánchez Mejía nació el 27 de abril de 1952 en el distrito de Chaupimarca, ubicado en Pasco. Es hijo de Oswaldo Sánchez y de Luisa Mejía.
Realizó sus estudios de primaria en la Escuela N.º 2860 y los de secundaria en la Gran Unidad Escolar Daniel Alcides Carrión de la ciudad de Cerro de Pasco. Luego estudió la carrera de Ingeniería Metalúrgica en la Universidad Nacional del Centro del Perú y luego estudió una maestría en Gestión Ambiental en la Universidad Nacional de Ingeniería.
Fue decano de la Facultad de Ingeniería y luego rector de la Universidad Nacional Daniel Alcides Carrión.

## Carrera política

### Congresista de la República
Fue miembro del partido Perú Posible y postuló al Congreso de la República en las elecciones parlamentarias del año 2001, donde luego resultó elegido como congresista por el departamento de Pasco, obteniendo votos, para el periodo parlamentario 2001-2006.
Durante su gestión fue presidente de la Comisión de Energía y Minas del Congreso (2002-2003).

### Ministro de Energía y Minas
El 30 de octubre del 2004, Glodomiro Sánchez fue nombrado como ministro de Energía y Minas por el presidente Alejandro Toledo, en reemplazo de Jaime Quijandría Salmón.
Durante su gestión como ministro enfrentó los hechos de violencia acaecidos en la minera Majaz, en Piura.
Permaneció en el cargo hasta el final del gobierno el 28 de julio del 2006, siendo reemplazado por Juan Valdivia Romero en el segundo gobierno aprista.